# Журавець м'який
{{#ifeq:0|0|{{#if:|{{#if:Geraniummolle|[[]}}|}}}}
Журавець м'який або герань м'яка (Geranium molle L.) — вид рослин родини геранієві (Geraniaceae).

## Опис
Однорічна трав'яниста рослина, яка досягає висот від 10 до 45 см. Стебла до 60 см, прямостоячі, висхідні або стеляться, з залозистими волосками. Рожеві з пурпурно-червоним пелюстки близько 3—8.5 завдовжки (рідко до 10.5) мм.

## Поширення
Північна Африка: Алжир; [пн.] Єгипет [пн.]; Лівія [пн.]; Марокко; Туніс. Азія: Кіпр; Іран; Ірак; Ізраїль; Йорданія; Ліван; Сирія; Туреччина; Індія [пн.зх.]. Кавказ: Азербайджан; Росія — Дагестан. Європа: Данія; Фінляндія; Ірландія; Норвегія; Швеція; Об'єднане Королівство; Австрія; Бельгія; Чехія; Німеччина; Угорщина; Нідерланди; Польща; Словаччина; Швейцарія; Білорусь; Естонія; Латвія; Литва; Молдова; Україна [вкл. Крим]; Албанія; Болгарія; Хорватія; Греція [вкл. Крит]; Італія [вкл. Сардинія, Сицилія]; Румунія; Сербія; Словенія; Франція [вкл. Корсика]; Португалія [вкл. Мадейра]; Гібралтар; Іспанія [вкл. Балеарські острови, Канарські острови]. Натуралізований в деяких інших країнах.
Росте переважно на сонячних галявинах на пухких землях і піщаних дюнах. Як правило, поширюється на піщаних ґрунтах. Вид також розглядається як синантропний людині.

## Екологія
Період цвітіння триває з травня по жовтень. Часто квіти запилюють перетинчастокрилі.

## Галерея

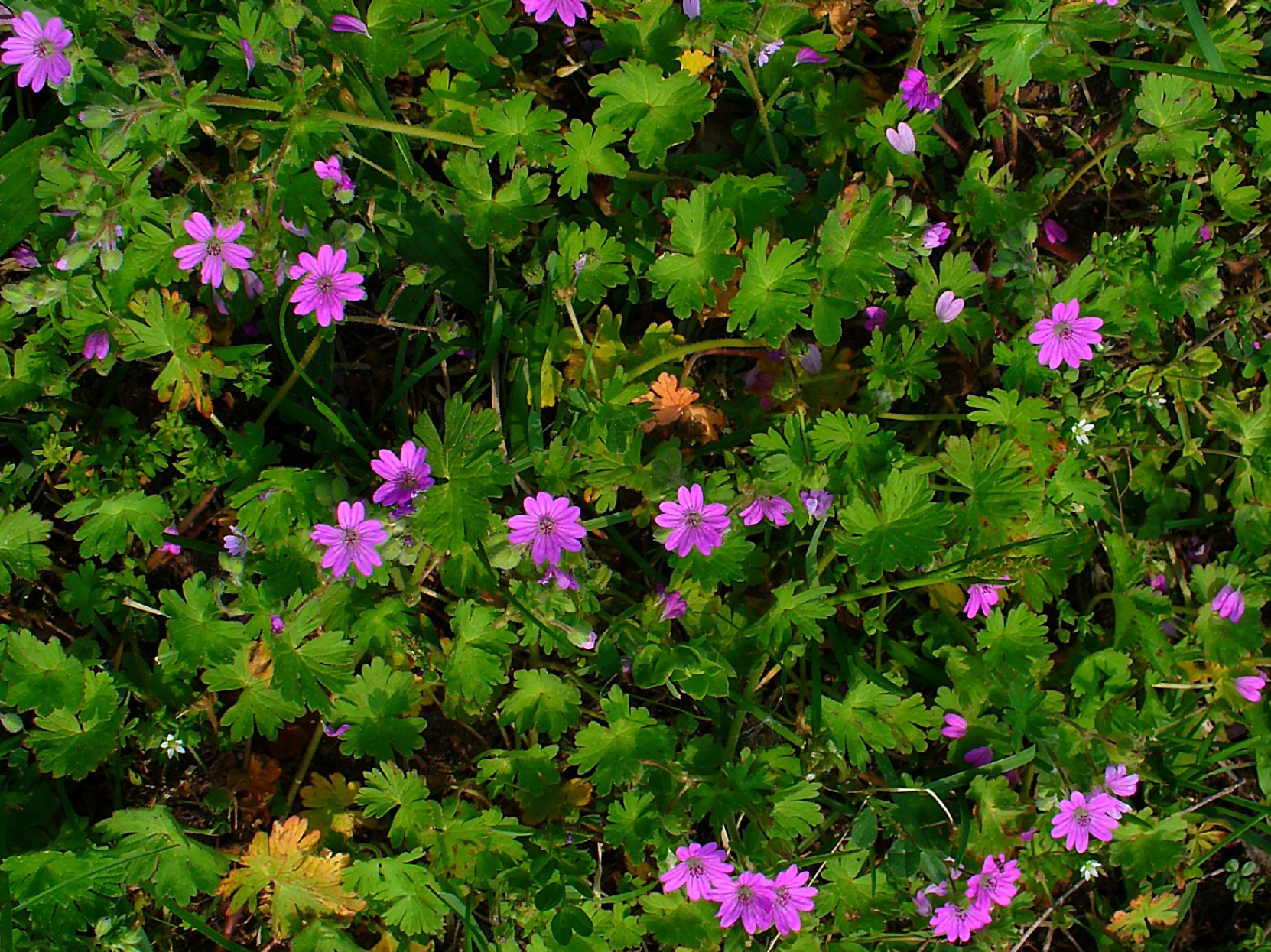
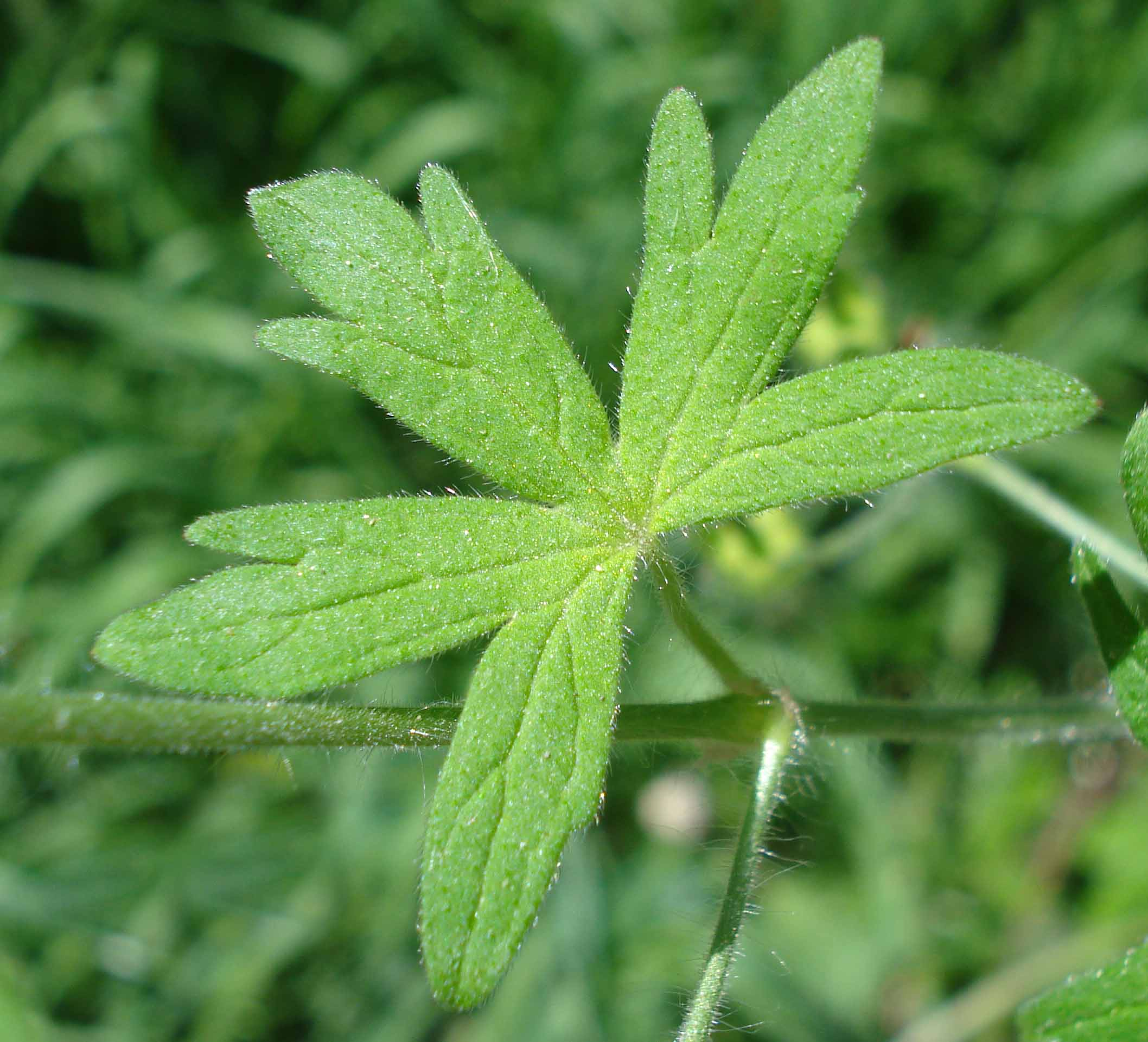
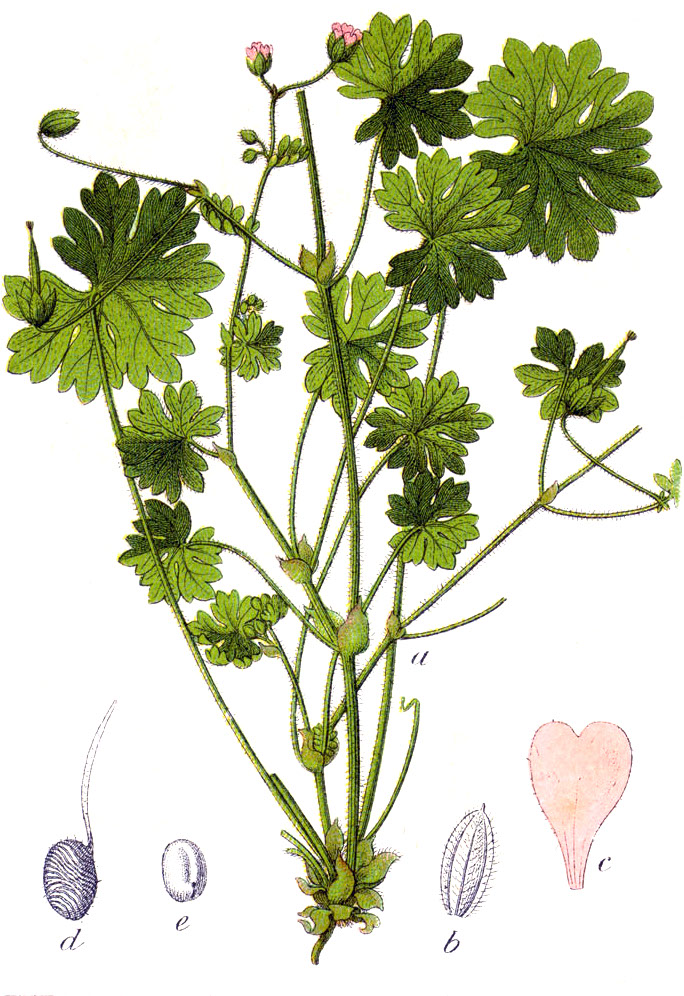
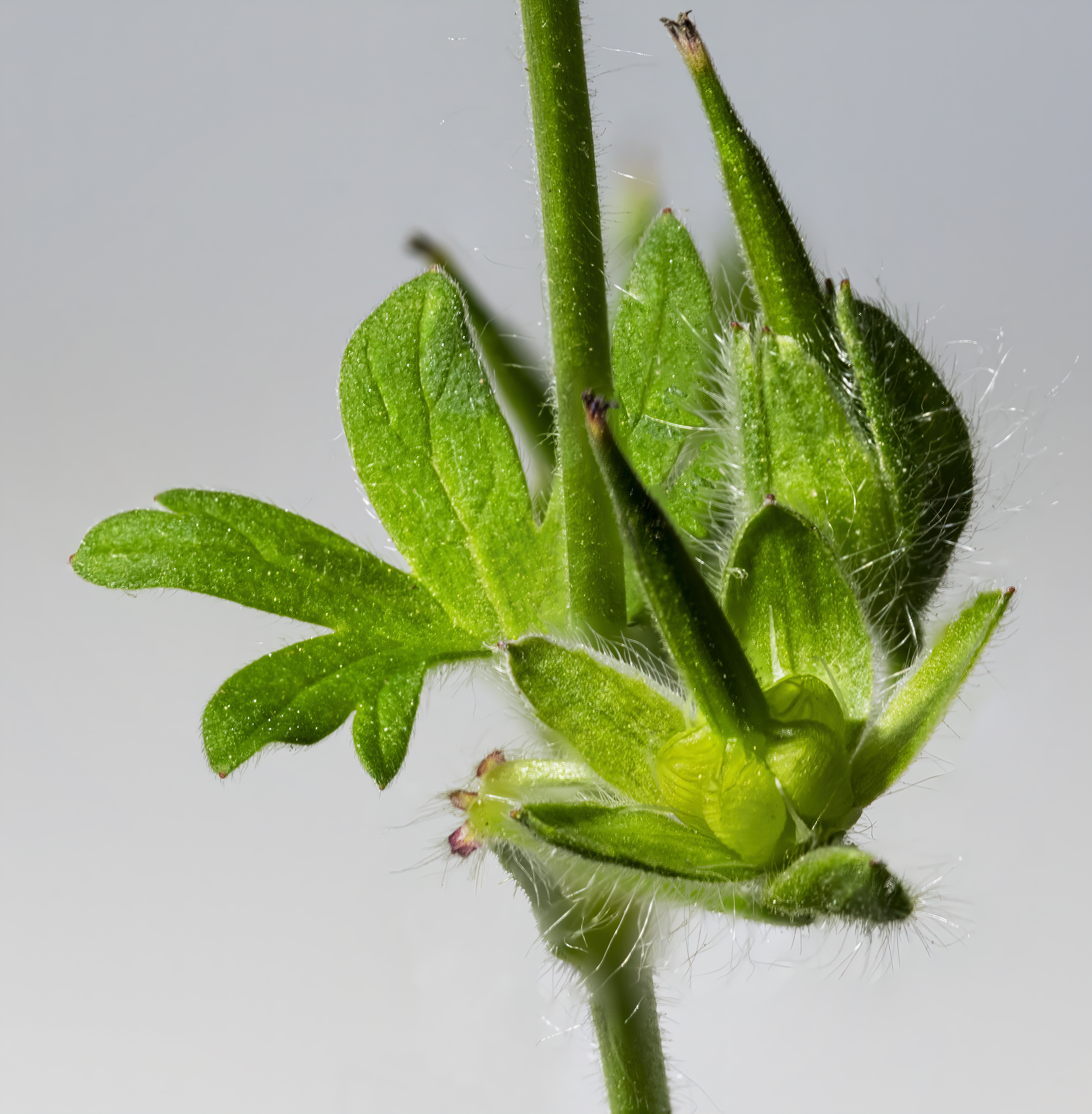
Незрілі плоди